# Монастырский мост (Тверь)
Монасты́рский мост — мост через реку Тьмака в Центральном районе Твери, соединяет остров Памяти и стадион «Химик».

## Расположение
Мост расположен между островом Памяти рядом с Обелиском Победы, церковью Михаила Тверского и западным островом, на котором находится стадион «Химик», Шестая гимназия, а также бывший Тверской Кремль.

## Название
В середине апреля администрация города предложила горожанам самим выбрать название моста из семи вариантов: («Княжий мост», «Никольский мост», «Арочный мост», «Фёдоровский мост», «Романовский мост», «Мост гимназистов», «Монастырский мост») — жители выбрали последний. Всего в голосовании участвовало 17700 человек.
Само название «Монастырский» связано с нахождением тут Фёдоровского монастыря, построенного в шестнадцатом веке во имя Великомученика Феодора Стратилата.

## История
Монастырский мост является частью туристического проекта-кластера «Волжское море», и план по его постройке учреждён в 2019 году. Во втором квартале 2020 года постройка моста завершилась на 77,7 %, в 2021 — на 85. На данный момент проект был переучреждён и мост начали реконструировать.

## Материалы
Поставкой балочных материалов для моста частично занималась компания «ACB-Строй», а саму постройку доверили «Стройгазмонтажу» — фирме, известной за сооружение Крымского моста в 2015 году. Финансирование проекта идёт в рамках соглашения, подписанного в 2019 году региональным правительством и Федеральным агентством по туризму.
Монастырский мост — арочная однопролётная конструкция, в её основе лежит монолитная железобетонная плита, облицовывает её деревянная брусчатка.